# Corranierna (Corlough)
Corranierna (Corlough) (del irlandés: Corr an Iarna, que significa “La colina de la madeja o madeja de hilo”) es un townland en la parroquia civil de Templeport, condado de Caván, Irlanda. Pertenece a la parroquia católica de Corlough y a la baronía de Tullyhaw.

## Geografía
Corranierna limita al oeste con los townlands de Corraclassy y Gubnagree, al sur con el townland de Derrynaslieve y al este con los townlands de Garvary (Corlough) y Derry Beg. Sus principales accidentes geográficos son el río Owensallagh (fuente del río Blackwater, condado de Cavan), las plantaciones forestales y los pozos excavados. Corranierna está atravesado por carreteras públicas secundarias y caminos rurales. El municipio tiene una superficie de 60 acres.

## Historia
En épocas anteriores, el townland estaba probablemente deshabitado, ya que se compone principalmente de turberas y suelos arcillosos pobres. No fue tomada por los ingleses durante la Plantación del Ulster en 1610 ni durante la colonización de Cromwell en la década de 1660, por lo que algunas familias irlandesas desposeídas se trasladaron allí y comenzaron a desbrozar y cultivar la tierra.
Los Tithe Applotment Books de 1826 enumeran diez diezmadores en el townland.
El Ordnance Survey Name Books de 1836 ofrece la siguiente descripción del townland: “El suelo es de naturaleza pantanosa ligera… El townland está limitado al norte por un gran arroyo”.
Los libros de campo de la Oficina de Valoraciones de Corranierna están disponibles para septiembre de 1839.
En 1841 la población del townland era de 15 habitantes, de los cuales 8 eran hombres y 7 mujeres. Había dos casas en el townland, todas ellas habitadas.
En 1851, la población del townland era de 4 habitantes, de los cuales 3 eran hombres y 1 mujer; la reducción se debió a la Gran Hambruna (Irlanda). Había dos casas en el townland, una de las cuales estaba deshabitada.
Griffith's Valuation de 1857 enumera seis terratenientes en el townland.
En 1861 la población del townland era de 11 habitantes, de los cuales 4 eran hombres y 7 mujeres. Había dos casas en el townland y todas estaban habitadas.
En el censo de Irlanda de 1901, hay una familia censada en el townland.
En el censo irlandés de 1911 figuran cuatro familias.